# Nordiska museets orglar
På Nordiska museet i Stockholm finns två orglar bevarade.

## Orgel från Medåkers kyrka, Västmanland
Orgeln är byggd omkring 1692 av Georg Woytzig, Stockholm som interimsorgel i Storkyrkan, Stockholm under dennes omfattande reparation och ombyggnad av Storkyrkans huvudorgel 1692-98. 1707 sattes den upp i Maria Magdalena kyrka på Södermalm i Stockholm.
Kronologi:
- 1692: Byggd som interimsorgel i Storkyrkan, Stockholm av orgel- & klavérbyggare Georg Woitzig, († omkr. 1706), Stockholm.
- 1707: Såld till Maria Magdalena kyrka och uppsatt där av Woytzigs gesäll Nils Groth.
- 1734 (eller 1736): Orgeln säljs till Hedvig Eleonora kyrka i Stockholm.
- 1736-1737: Orgelbyggare Olof Hedlund († 1749), Stockholm, sätter upp orgeln i Hedvig Eleonora kyrka. Han bygger också till ett åttastämmigt pedalverk i fristående pedaltorn på ömse sidor om manualverket.
- 1759: Manualverket säljs till Medåkers kyrka i Västmanland.
- 1760: Orgelbyggare Jonas Gren (1715-1765), Stockholm, sätter upp manualverket i Medåkers kyrka och ansluter en bihangspedal.
- 1821: Reparation av organisten Eric Thedell, Arboga.
- 1888: Orgeln skänks till Nordiska museet.
- 1908: Orgeln ställs upp i museets kyrksal.
- 1930-1931: Fil. lic. Bertil Wester, Stockholm och organisten Gustaf Kruse, Solna, sätter upp orgeln på norra övre galleriet i museets stora hall.
- Vid okänd tidpunkt, kanske 1760, har manualhuset kapats nedtill och klaviaturen höjts cirka 40 centimeter. Därvid omkonstruerades också mekaniken.

Nuvarande disposition:
| Manualverk C-c³, bruten oktav (47 toner)                     | Pedal C-c¹, bruten oktav (23 toner) |
| Principal 8' (fasad)                                         | bihängd                             |
| Gedackt 8' (delvis förnyad, säkerligen 1760)                 |                                     |
| Qvintadena 8'                                                |                                     |
| Octava 4'                                                    |                                     |
| Qvinta 3' (eg. 2 2/3')                                       |                                     |
| Octava 2'                                                    |                                     |
| Scharf III, 1' + 2/3' + 1/2' (1760)                          |                                     |
| Trumpet 8' (sannolikt 1760, endast stövlarna bevarade)       |                                     |
| Vox humana 8', D (sannolikt 1760, endast stövlarna bevarade) |                                     |

## Orgel från Sabbatsbergs ålderdomshem, Stockholm
Orgeln är byggd 1804 av instrument- & spelurmakare Pehr Strand (1756-1826), Stockholm.
Kronologi:
- 1826: Reparation av orgelbyggaregesäll H. V. Falker.
- 1828: Reparation av orgelbyggare Gustaf Andersson (1797-1872), Stockholm.
- 1843: Reparation av orgelbyggare E. A. O. Palm, Stockholm.
- 1870: Reparation av instrumentmakare Carl Gustaf Cederlund, Stockholm.
- 1884: Reparation av firma Åkerman & Lund, Stockholm.
- 1895: Renovering av harmoniumtillverkare K. A. Andersson, Stockholm.
- 1908: Positivet skänkt av styrelsen för Sabbatsbergs ålderdomshem till Nordiska museet.
- 1928: Organisten Gustaf Kruse, Solna, sätter upp positivet på övre södra galleriet i museets stora hall.

Nuvarande disposition: